# Antagonist (književnost)
Antagonist (grčki ἀνταγωνιστής - protivnik, natjecatelj) je lik ili skupina likova kojima se protagonist najčešće suprotstavlja. Također, antagonist može predstavljati veliku opasnost ili prepreku protagonistu. 
Pisci su likove u svojim pričama stavljali u različite situacije. U mnogim od njih likovi pokušavaju zaustaviti negativce ili antagoniste u njihovim namjerama. U većini su slučaja to policajci ili kakvi drugi državni službenici, obično predstavnici zakona.
Ponekad glumci mogu biti protagonisti, ali i antagonisti, ovisno o tome koji je njihov krajnji cilj.